# Marie Rosenthal-Hatschek

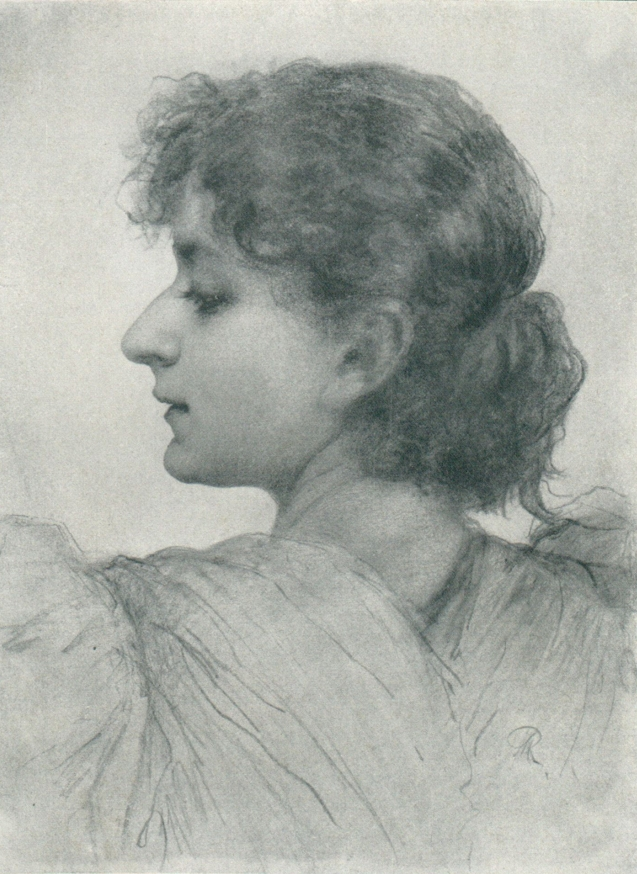
Selbstporträt von Marie Rosenthal-Hatschek, das während ihres Aufenthalts in München entstand

Marie Olga Rosenthal-Hatschek, geb. Rosenthal (* 28. März 1869 in Lemberg, Österreich-Ungarn; † 11. August 1942 beim KZ Banjica) war eine österreichische Porträtmalerin, die in Wien lebte.

## Leben

### Familie
Marie Rosenthal wuchs in einer großbürgerlichen Familie jüdischen Glaubens auf. Sie war das fünfte der sechs gemeinsamen Kinder von Augusta Rosenthal Kanner (1829–1896) mit deren zweiten Ehemann Leo Rosenthal († 1882), Professor an der Musikakademie in Lemberg. Einziger Sohn des Paares war der Pianist Moriz Rosenthal. Um dessen musikalische Karriere zu fördern, zog die Familie um 1875 von Lemberg nach Wien. Nach dem Tod des Vaters teilten sich Augusta Rosenthal und der Klavierbauer Ludwig Bösendorfer die Vormundschaft über die noch minderjährigen Kinder.
1898 heiratete Marie Rosenthal in Baden bei Wien den an der Universität Wien lehrenden Zoologen Berthold Hatschek. Aus der Ehe gingen die Töchter Augusta Luise (1899–1996; verh. Dessauer) und Anna-Maria (1901–1967; verh. Geschwind) hervor. 1901 kaufte Berthold Hatschek das Haus Lange Gasse 8 in Wien-Josefstadt, wo die Familie seitdem lebte und Marie Rosenthal-Hatschek auch ein Atelier unterhielt. Die Hatscheks besaßen weitere Immobilien in Wien sowie ein Sommerhaus in Bad Gastein, das der Künstlerin ebenfalls als Rückzugsort für ihre Malerei diente.

### Künstlerischer Werdegang

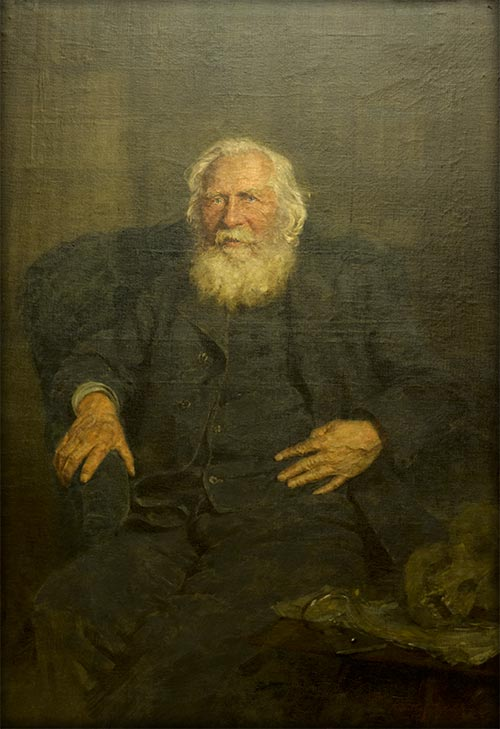
Porträt von Ernst Haeckel

Finanziell unterstützt von ihrem Bruder absolvierte Marie Rosenthal eine Ausbildung zur Kunstmalerin. Sie wurde früh durch Adalbert Seligmann gefördert, auf dessen Rat hin sie eine Privatschülerin von Franz Rumpler wurde. Außerdem gehörte Carl Rudolf Huber zu ihren Lehrern. Beide lehrten an der Akademie der bildenden Künste Wien, wo Frauen bis 1920 jedoch nicht als Studentinnen zugelassen waren. Marie Rosenthals Ausbildung in Wien dauerte von 1886 bis 1890 an. Später setzte sie ihre Studien in München, ebenfalls als Privatschülerin, bei Franz von Lenbach und Carl von Marr fort. Anschließend kehrte sie nach Wien zurück.
Von 1899 bis 1927 war Marie Rosenthal-Hatschek ordentliches Mitglied des Vereins der Schriftstellerinnen und Künstlerinnen Wien. 1914 wurde sie in die Vereinigung Künstlerhaus Wien aufgenommen auf einen Vorschlag von Jehudo Epstein, Viktor Scharf und John Quincy Adams hin. Sie nahm unter anderem an der 42. Jahresausstellung im Künstlerhaus (1921) teil. 1930 beschickte sie die Ausstellung Zwei Jahrhunderte Kunst der Frau in Österreich, eine Jubiläumsausstellung der Vereinigung bildender Künstlerinnen Österreichs in den Räumlichkeiten des Hagenbunds.
Marie Rosenthal-Hatschek war zu ihrer Zeit eine anerkannte Porträtmalerin. Sie porträtierte die Mitglieder ihrer Familie, Wissenschaftler, Künstler, Persönlichkeiten der gehobenen Gesellschaft und häufig Kinder. Ihr wohl bekanntestes Werk ist ein Porträt des Zoologen Ernst Haeckel, der ein akademischer Lehrer ihres Ehemanns war. Die vorbereitenden Skizzen dafür entstanden während eines gemeinsamen Aufenthalts 1910 in Südtirol und im Folgejahr wurde das Werk bei Sitzungen in Haeckels Bibliothekszimmer in seiner „Villa Medusa“ in Jena fortgesetzt. Der zeitgenössische Kunsthistoriker Theodor von Frimmel  bezeichnete es 1920 als „eines der trefflichsten lebensgroßen Porträts, die im Lauf der jüngsten Jahrzehnte entstanden sind“, es sei den Haeckelporträts von Franz Lenbach, Gabriel Max und Karl Bauer vorzuziehen.

### Verfolgung und Ermordung
Nach dem „Anschluss“ Österreichs wurde im November 1938 die Mitgliedschaft von Marie Rosenthal-Hatschek im Künstlerhaus Wien gestrichen, da sie die „Ariererklärung“ nicht eingesandt hatte. 1938/1939 flohen ihre erwachsenen Töchter mit ihren Familien in die USA bzw. England. Zwischen 1938 und
1941 wurde das gesamte Grundvermögen der Familie „arisiert“. Im November 1940 mussten Marie Rosenthal-Hatschek und ihr Ehemann ihr Haus in der Josefstadt verlassen und zogen in eine Pension. Berthold Hatschek verstarb zwei Monate später. Marie Rosenthal-Hatschek emigrierte 1941 zu ihrer Schwester Fedora Schraga nach Belgrad, bevor dort die deutschen Truppen einmarschierten. Beide Frauen wurden am 11. August 1942 in der Umgebung des Konzentrationslagers Banjica ermordet, wahrscheinlich bei einer der dort regelmäßig durchgeführten Massenerschießungen.
Der Teil ihrer Bilder, den Marie Rosenthal-Hatschek nach Belgrad mitgenommen hatte, wurde zusammen mit anderem Gepäck von Nationalsozialisten beschlagnahmt, ihr Verbleib ist ungeklärt. Einige Werke, wie das Porträt von Ernst Haeckel, wurden von der Tochter Augusta Dessauer mit in die USA genommen und blieben so erhalten.

## Werke (Auswahl)

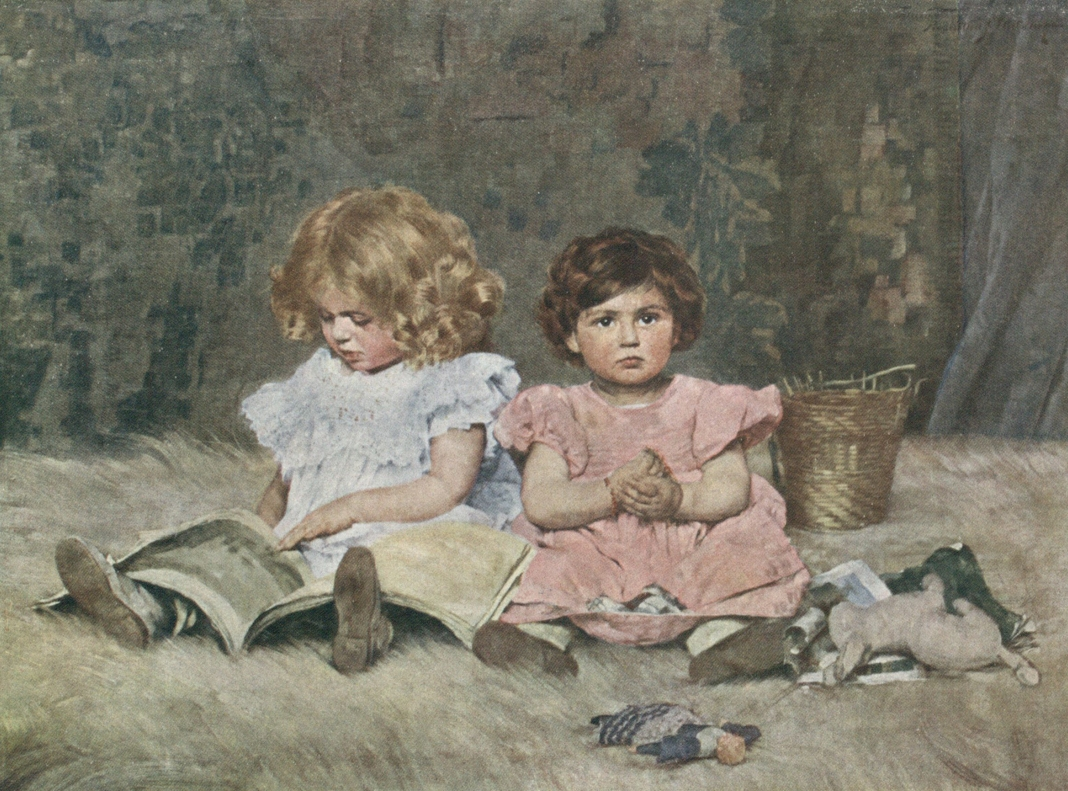
Gusti und Anni, Bildnis von Marie Rosenthal-Hatscheks Töchtern

- Porträt von Ernst Haeckel, 1915, Öl auf Leinwand, 94 × 135 cm, 1930 ausgestellt bei Zwei Jahrhunderte Kunst der Frau in Österreich, Sammlung The Lilly Library der Indiana University Bloomington (Geschenk der Nachkommen), dort mehrfach ausgestellt, u. a. 2008 bei Music for the Worms: Darwin at the Lilly Library[13]
- Porträt von Berthold Hatschek
- Porträt von Bernard Sachs
- Porträt des Oberlandesgerichtsrates Franz von Gernerth
- Porträt des Erzherzogs Eugen
- Porträt der Erzherzogin Maria Josefa
- Porträt der Gräfin Lucia von Wilczek
- Porträt der Komtesse Lori Larisch
- Porträt der Baronin Hedwig Haupt-Buchenrode mit ihrer Tochter
- Porträt des Komponisten Eduard Poldini, Bleistift-Zeichnung
- Selbstporträt (aus der Münchner Zeit)
- Porträt von Moriz Rosenthal
- Porträt-Studie der Schwester
- Beim Spiel bzw. Gusti und Anni, Bildnis der Töchter von Marie Rosenthal-Hatschek im Kleinkindalter, Gemälde
- Knabenporträt
- Bildnis eines jungen Mädchens